# Гринблат, Марк Пейсахович
Марк Пейсахович Гринблат (рожд. 1932) — советский и российский учёный-химик

## Биография
М. П. Гринблат родился 8 февраля 1932 года в Ленинграде, в еврейской нерелигиозной семье. Отец, Гринблат Пейсах Менделевич до Великой Отечественной войны работал фотокорреспондентом в периодических изданиях. Во время Великой Отечественной войны воевал в мотострелковых войсках, был тяжело ранен и награждён боевыми наградами. После ранения был комиссован в 1944 году. Мать, Иоффе Злата Файвишевна- домохозяйка. В 1950 году окончил 155 мужскую школу и поступил в Ленинградский Технологический институт на химический факультет.

## Научная и производственная деятельность
После окончания, с отличием, Ленинградского Технологического института им. Ленсовета (кафедра химии и технологии синтетических биологически активных веществ) в 1955 году, был направлен на работу в город Дзержинск Горьковской области. На заводе, в цехе по производству иприта, проработал в качестве начальника смены до 1958 года.
В том же году М. П. Гринблат поступил в аспирантуру при Ленинградском Технологическом институте. После окончания аспирантуры и защиты кандидатской диссертации, был принят по конкурсу на должность старшего научного сотрудника ВНИИСКа (в настоящее время Научно- Исследовательский институт синтетического каучука). Во ВНИИСКе научную деятельность М. П. Гринблат начал с разработки синтеза фосфорсодержащих мономеров для каучуков.
Начиная с 1962 года, по рекомендации проф. А. Л. Клебанского, приступил к разработке такого перспективного, на тот момент, направления, как синтез и исследование свойств силоксановых и фторсодержащих мономеров и каучуков на их основе.
Результатом многолетней работы группы сотрудников под руководством М. П. Гринблата было создание на заводе синтетического каучука в городе Казань двух цехов по производству резиновых смесей и цеха по производству герметиков на основе силоксановых каучуков.
Благодаря слаженной работе сотрудников ВНИИСКа и тесным творческим связям с другими предприятиями, сложная технология производства была успешно освоена, и результатом явилось получение высококачественных материалов.
Партнерами Ленинградского института являлись Институт Кабельной промышленности(ВНИИКП) (научные сотрудники- к.т. н. А. Г. Григорян, к.т. н. Г. С. Козлова) г. Москва , Институт Резиновой промышленности (НИИРП) г. Москва (научный сотрудник-к.т. н. Ф. А. Галил-Оглы) и конструкторское бюро им. Яковлева (зам руководителя Б. С. Прусаков). Отдельного внимания заслуживает коллектив лаборатории ВНИИСКа, который под руководством проф. М. П. Гринблата принимал участие в данных разработках — П. Б. Кирошко, Н. Ф. Деминская, Е. Н. Виноградова,Н. В. Калашникова, В. Б. Дубчак, И. А. Кац, Н. М. Кузьминова и многие другие. Кроме относительно крупнотоннажного производства резиновых смесей на основе силоксановых каучуков следует упомянуть резиновые смеси, выпускаемые в относительно небольших объёмах на базе Опытного завода ВНИИСК .
Так, по заданию О.К.Б. им. Яковлева была разработана силоксановая резиновая смесь, обладающая особым набором физико-механических показателей. Изделия из этой смеси позволили использовать их в самолётостроении в системе спасения экипажа при катапультировании. Создание токопроводящих силоксановых резин позволяет широко использовать изделия из них в разных отраслях промышленности.
Особого внимания заслуживает деятельность профессора Гринблата на международном уровне. Благодаря его усилиям, создано производство силоксанового компаунда на заводе «BIAM» (Китай). Необходимо отметить сотрудничество профессора с такими концернами, как «3М» (Миннеаполис ,США),Dow Corning (Мидлэнд, США) и многими другими фирмами.

## Награды
Медаль «За трудовую доблесть» За успешную работу в составе группы исследователей по выполнению программы «Союз-Аполлон»
Медаль ВДНХ 1976 год, За достигнутые успехи в развитии народного хозяйства СССР.
Медаль ВДНХ 1977 год, За достигнутые успехи в развитии народного хозяйства СССР.

## Семья
Жена- Петрова Светлана Николаевна (в браке с 1957 года)
Сыновья- Гринблат Б. М.(род.1958), Гринблат А. М.(род.1970)
М. П. Гринблат в настоящее время проживает с семьей в ФРГ.